# Holger Runge
Holger Runge, né le 14 avril 1925 à Weimar et mort le 27 juin 2024 à Neuss, est un sculpteur allemand.

## Biographie
En 1946, il commence des études artistiques à Weimar puis à l'académie des beaux-arts de Düsseldorf chez Otto Coester.
En 1964, il fonde avec Joseph Beuys, Hans van der Grinten, Franz Joseph van der Grinten, Martel Wiegand, Gottfried Wiegand, Erwin Heerich, Rolf Crummenauer, André Thomkins et Franz Eggenschwiler la « Radiergemeinschaft Osterath (de) ». En 1976, il se concentre sur son propre travail artistique. Plusieurs de ses œuvres sont présentes au château de Moyland (en).
Holger Runge vit depuis 1960 à Meerbusch.

## Source de la traduction
- (de) Cet article est partiellement ou en totalité issu de l’article de Wikipédia en allemand intitulé « Holger Runge » (voir la liste des auteurs).